# Ar 196水上侦察机
Ar 196是一种由德国阿拉多飞机制造厂设计生产的舰载型水上侦察机。Ar 196由1936年起开始生产，并于1937年在德国海军的招标中胜出，自此成为纳粹德国海军舰队在第二次世界大战期间的标准舰载水上飞机。

## 历史
1933年，纳粹德国海军正寻求一种适合舰队使用的标准化舰载侦察机。在一轮选择和比较之后，帝國航空部决定采用亨克尔飞机制造厂的He 60双翼水上飞机，飞机在获得订单的几个月后开始交付。当时德国大部分水上飞机、教练机，以至战斗机均为双翼机，因此He 60还不算落后。
至1935年，德军发现He 60的性能已经不能满足需要，帝国航空部开始要求亨克尔设计新的飞机以替换既有的He 60，于是亨克尔设计了He 114，其最大速度为292公里/小时，最大航程1050公里，升限4800米，装一挺MG 15机枪。首架原型机装备了戴姆勒-奔驰公司的DB 600型直列发动机，但由于这种发动机的设计和供应跟不上需求，因此量产型的He 114改装BMW 132星型发动机。但海军在实际使用后发现He 114的表现令人失望，其性能仅仅比He 60稍微改善，而且抗浪能力弱。亨克尔制造厂匆忙、草率的改进导致He 114出现了九种原型机以试图解决问题，但这些行动的实际作用不大
。最终纳粹德国海军放弃了亨克尔，剩余的He 114后来被转售到罗马尼亚、西班牙及瑞典。
1936年10月，帝国航空部开始要求He 114的替代品，招标的唯一规定，是只能使用BMW 132型发动机；另外航空部也要求制造商提供两种分别采用单浮体和双浮体结构的原型机，以进行对比。随后帝国航空部收到了来自多尼尔（Dornier）、戈达（Gotha）、阿拉多、福克·沃尔夫（Focke-Wulf）的设计。在几家制造厂的设计中，只有阿拉多采用了单翼结构，其余均为传统双翼飞机，因此阿拉多的设计方案在性能方面明显较其他双翼机优胜。帝国航空部随后预订了四架原型机，但同时也预订了福克·沃尔夫的Fw 62两种设计方案作为后备，然而后来的实际情况是阿拉多飞机制造厂非常胜任这项任务，而福克·沃尔夫最终只生产了四架Fw 62。
Ar 196的四架原型机（V1—V4）在1937年夏季交付完毕，V1和V2为双浮体结构的A型，V3和V4为单浮体结构的B型。在实际试验中两种机型均表现出十分优秀的抗浪性能，两者的分别看来微乎其微。但由于B型的外置浮筒有可能造成安全事故，因此A型最终进入生产线进行量产。另一架原型机（V5）在1938年11月完成，以作为量产前最后试验的样机。
在结构上，Ar 196采用常规下单翼布局。机翼为全金属结构，机身采用钢管焊接结构，A型装有两个浮筒，每个浮筒内有一个300升的油箱，通过前支撑上的输油管供油。乘员为一个飞行员和一个观察员兼后座机枪手。Ar 196被德国海军众多战列舰和重巡洋舰所搭载，飞机可从舰上专门弹射架上弹入空中，回收时则用吊车从水面吊上甲板。
在实际使用中，Ar 196不论在空中还是在水面均有很好的操纵性，因此甚受德国飞行员喜爱。但随着纳粹德国水面战舰的损失越来越多，希特勒禁止大型水面舰艇出海作战以后，不少Ar 196 A-1型水上飞机开始部署到岸基基地，并持续执行侦测和反潜任务直到1944年末，最著名的两次任务分别是围攻英国皇家海军海豹号潜艇（HMS Seal），及反复截击英国的惠特利式重型轰炸机（Armstrong Whitworth Whitley）。由于Ar 196在水面上性能良好，二战期间芬兰空军也使用Ar 196为敌后的部队运送物资和人员，执行任务时Ar 196通常单独行动，并选择在偏远地区的湖面上起降。
Ar 196也曾经一度在亚洲的太平洋、印度洋海域出现，二战期间纳粹德国海军在马来西亚槟榔屿设立了一个潜艇指挥部，并配备了Ar 196水上侦察机来为其活动在印度洋活动的潜艇群提供空中侦察情报，Ar 196也经常到访日军在东南亚的基地。

## 衍生机型

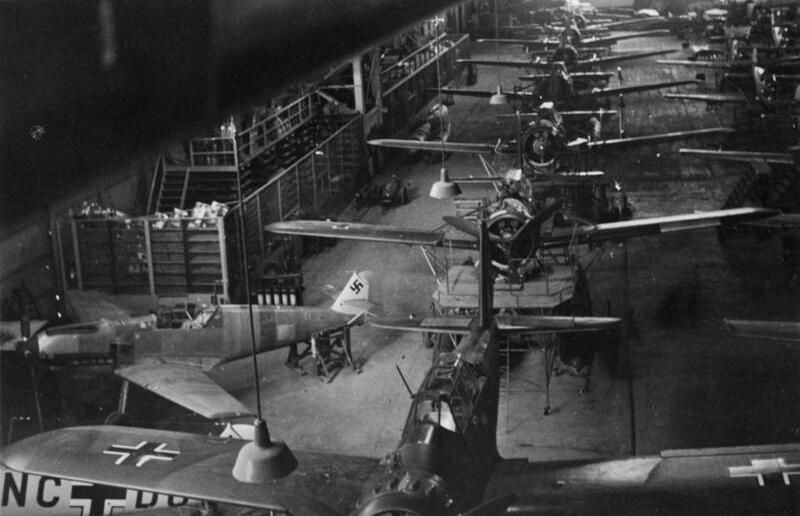
Ar 196的生产线

10架A-0型在1938年11月至12月间交付，在后座装备了一挺防御用途的7.92毫米MG 15机枪。另外5架拥有相同装备的B-0型也交付了陆基中队。随后阿拉多又再于1939年6月起生产了20架A-1型的量产机，足够装备水面舰队。同年11月起，阿拉多开始生产陆基使用的A-2型。A-2型增加携带两枚50公斤炸弹的挂架、两挺布置在机翼的20毫米MG FF机炮、以及1挺在驾驶员前方的7.92毫米MG 17机枪。
1940年12月起，更强大的A-4型开始取代A-2型。A-4型主要强化了机身，增加多一个无线电台，并改装VDM的螺旋桨。随后A-3型又取代了A-4型，进一步加强了机身结构。而Ar 196最后一种衍生机型是A-5型，由1943年开始生产，更换了无线电设备和座舱仪表，并将后座机枪改成更先进的MG 81Z机枪。至1944年8月停产为止，共生产了541架各种型号的Ar 196，其中526架为量产机。大部分Ar 196均由阿拉多生产，也有约100架是由維希法國的国家航空制造厂（Societé Nationale de Constructions Aéronautiques，SNCA）和福克公司（Fokker）旗下的工程生产。
阿拉多也曾经计划对Ar 196的空气动力外形进行大幅修改，型号为Ar 196C，但这个计划最后在1941年取消。
| 机型        | 阿拉多制造厂产量 | 維希法國国家航空制造厂产量 | 福克制造厂产量 | 总产量 | 生产时期              |
| ----------- | ---------------- | -------------------------- | -------------- | ------ | --------------------- |
| 原型机      | 4                |                            |                | 4      | 1938年                |
| 试验机      | 6                |                            |                | 6      | 1939年10月            |
| A-1型量产机 | 20               |                            |                | 20     | 1939年7月—1939年10月  |
| A-2型量产机 | 100              |                            |                | 100    | 1939年10月—1940年9月  |
| A-3型量产机 | 80               |                            |                | 80     | 1940年10月—1941年9月  |
| A-4型量产机 | 15               |                            |                | 15     | 1940年10月—1940年11月 |
| A-5型量产机 | 228              | 21                         | 66             | 315    | 1941年10月—1944年8月  |
| 合计        | 443              | 21                         | 66             | 540    |                       |

## 参看
- 零式水上偵察機
- 瑞雲水上偵察機